# Kušići
Kušići (izvirno srbsko Кушићи) je naselje v Srbiji, ki upravno spada pod Občino Ivanjica; slednja pa je del Moraviškega upravnega okraja.

## Demografija
V naselju živi 420 polnoletnih prebivalcev, pri čemer je njihova povprečna starost 37,7 let (35,7 pri moških in 39,9 pri ženskah). Naselje ima 167 gospodinjstev, pri čemer je povprečno število članov na gospodinjstvo 3,32.
To naselje je, glede na rezultate popisa iz leta 2002, večinoma srbsko.
|  |

| Demografija | Demografija     | Demografija     |
| Leto        | Št. prebivalcev | Št. prebivalcev |
| ----------- | --------------- | --------------- |
|             |                 |                 |
|             |                 |                 |
|             |                 |                 |
|             |                 |                 |
| 1948        | 745             |                 |
| 1953        | 798             |                 |
| 1961        | 849             |                 |
| 1971        | 687             |                 |
| 1981        | 577             |                 |
| 1991        | 617             | 606             |
| 2002        | 555             | 555             |
|             |                 |                 |

| Etnična sestava po popisu iz leta 2002 | Etnična sestava po popisu iz leta 2002 | Etnična sestava po popisu iz leta 2002 | Etnična sestava po popisu iz leta 2002 | Etnična sestava po popisu iz leta 2002 |
| -------------------------------------- | -------------------------------------- | -------------------------------------- | -------------------------------------- | -------------------------------------- |
| Srbi                                   | Srbi                                   |                                        | 541                                    | 97,47%                                 |
| Črnogorci                              | Črnogorci                              |                                        | 14                                     | 2,52%                                  |
| Neznano                                | Neznano                                |                                        | 0                                      | 0,0%                                   |